# Marie Adelaida Portugalská
Infantka Marie Adelaida Portugalská (celým jménem: Maria Adelaide Manuela Amélia Micaela Rafaela; 31. ledna 1912, Saint-Jean-de-Luz – 24. února 2012, Lisabon) byla členka dynastie Braganzů, dcera Michaela, vévody z Braganzy a jeho manželky princezny Marie Terezy Löwenstein-Wertheim-Rosenberg.

## Život
Narodila se 31. ledna 1912 ve francouzském Saint-Jean-de-Luz. Vzdělávána byla v Sacre Coeur College v Riedenburgu. Dne 13. října 1945 se ve Vídni vdala za Dr. Nicolaase van Udena, Nizozemec a roku 1975 Portugalec.[ujasnit] Byl biochemik, zaměřený na rozvoj kvasinek.
Žila ve Vídni, kde pracovala jako zdravotní sestra a sociální asistentka. Během 2. světové války kdy probíhalo bombardování, cestovala na místo poskytnout pomoc obětem. Byla členkou hnutí odporu proti nacismu a gestapo jí odsoudilo k trestu smrti. Portugalský prezident António de Oliveira Salazar intervenoval s Němci a prohlašoval že Marie Adelaida je osoba národního dědictví. Tento zásah nevedl k propuštění ale k deportaci a ona se usadila ve Švýcarsku. Žila spolu se svým bratrem Duartem Nuno, vévodou z Braganzy a švagrovou Marií Františkou Orleánskou z Braganzy. Po válce se vrátily do Rakouska.
Roku 1949 odešla do Portugalska. Mezitím její manžel studoval medicínu na Vídeňské univerzitě se specializací na nemoci kůže. Když její manžel přišel do Portugalska, jeho kvalifikace nebyla uznána jako rovnocenná s portugalskými a tak nemohl praktikovat lékařství. Chodil do práce do malé výzkumné laboratoře na Přírodovědecké fakultě, kde zůstal několik let, dokud se nevyskytla příležitost spolupráce s Fundação Calouste Gulbenkian.
Rodina žila v Quinta do Carmo. Začala pracovat jako sociální asistentka v oblasti Trafaria a Monte da Caparica. Pracovala s novorozenci a osiřelými dětmi přijaté do Nadace D. Nunes Alvares Pereira, kde byla předsedkyní. Zemřela 24. února 2012 v Lisabonu.
Její synovec Duarte Pio, vévoda z Braganzy je současnou hlavou dynastie Braganzů.

## Děti
| Jméno                                         | Narození          | Poznámka                                               |
| --------------------------------------------- | ----------------- | ------------------------------------------------------ |
| Adriano Sérgio de Bragança van Uden           | 9. dubna 1946     | Sňatek s Marii de Jesus de Saldanha de Sousa e Menezes |
| Nuno Miguel de Bragança van Uden              | 2. září 1947      | Sňatek s Marií do Rosário Cayolla Bonneville           |
| Francisco Xavier Damiano de Bragança van Uden | 8. září 1949      | Sňatek s Marií Teresa Henriques Gil                    |
| Filipa Teodora de Bragança van Uden           | 22. června 1951   | Sňatek s Antóniem Manuelem d'Atouguia da Rocha Fontes  |
| Miguel Inácio de Bragança van Uden            | 31. července 1953 | Sňatek s Marií do Carmo Leão Ponce Dentinho            |
| Maria Teresa de Bragança van Uden             | 24. června 1956   | Sňatek s Joãem Ricardem da Câmara Chaves               |

## Vyznamenání

### Národní vyznamenání dynastie
Portugalská královská rodina: Dáma velkokříže Řádu svaté Isabely

### Národní vyznamenání
Portugalsko: Velkokříž Řádu Za zásluhy